# Willem Schouten
Willem Cornelisz Schouten (Hoorn, 1567 - badia d'Antogil, Madagascar, 1625) fou un navegant holandès natural de la ciutat de Hoorn. Junt amb Jacob Le Maire va fer un viatge d'exploració del Pacífic descobrint el Cap d'Hornos. L'arxipelag de les illes Tuamotu, al nord de Nova Irlanda, Papua Nova Guinea, porten el seu nom en el seu reconeixement.
Willem Schouten era un expert navegant que ja havia fet tres viatges a càrrec de la Companyia Neerlandesa de les Índies Orientals per descobrir la Terra Australis. Es va unir a la Companyia Australiana, organitzada a Hoorn, com a capità de l'Eendracht en l'expedició de Jacob Le Maire. El seu germà, Jan Schouten, era el capità del Hoorn que es va cremar just abans de doblar el cap d'Hornos, i poc després, al deixar l'Arxipèlag Juan Fernández, Jan va morir d'escorbut,
Van creuar el Pacífic descobrint, entre altres illes, les illes Hoorn (Futuna i Alofi a Wallis i Futuna), nom de la seva ciutat natal. Tot seguit, va convèncer a Le Maire de seguir la ruta pel nord de Nova Guinea, per evitar el perillós Mar de Corall al nord d'Austràlia.
El vaixell va ser confiscat per haver trencat el monopoli de la Companyia de les Índies Orientals, i Schouten va ser enviat a Amsterdam. Immediatament va publicar el relat del viatge, el 1618, amb gran èxit popular i múltiples reedicions i traduccions.
En un cinquè viatge va morir, el 1625, a Antongil (Madagascar).